# Apollo 12
Apollo 12, šestý pilotovaný let v programu Apollo, byl druhým, kdy lidé přistáli na Měsíci. Apollo 12 odstartovalo k Měsíci 14. listopadu 1969. Let byl označen v COSPAR jako 1969–099A, byl 35. letem kosmonautů z naší planety.

## Posádka

### Základní posádka
- Charles „Pete“ Conrad (3) – velitel
- Richard Gordon (2) – pilot velitelského modulu
- Alan Bean (1) – pilot lunárního modulu

V závorkách je uvedený dosavadní počet letů do vesmíru včetně této mise.

### Záložní posádka
- David Scott (2) – velitel
- Alfred Worden (0) – pilot velitelského modulu
- James Irwin (0) – pilot lunárního modulu

V závorkách je uvedený dosavadní počet letů do vesmíru.

### Podpůrná posádka
- Gerald Carr, Edward Gibson, Paul Weitz

## Průběh letu
Apollo 12 odstartovalo 14. listopadu 1969 v 16:22 UTC ze startovací rampy 39-A z Kennedyho vesmírného střediska na Floridě. Startovací komplex se skládal z nosné rakety Saturn V (výrobní číslo AS-507), velitelského modulu Yankee Clipper a lunárního modulu pojmenovaného Intrepid. Počasí v čase startu bylo zlé, nad kosmodromem visely nízké bouřkové mraky. V čase T +36 sekund do nosné rakety Saturn V udeřil blesk, nezpůsobil však žádné vážné komplikace, jen krátkodobě vyřadil dodávku elektrického proudu z palivových baterií. Navedení na oběžnou dráhu Země a její opuštění proběhlo bez problémů. Na oběžnou dráhu okolo Měsíce bylo Apollo 12 po třídenním přeletu navedeno manévrem LOI-1 dne 18. listopadu v 3:47 UT. Den poté po nevyhnutelných prověrkách (obava poškození LM po zásahu blesku) se lunární modul s dvojčlennou posádkou Conrad a Bean oddělil od mateřské lodě. Gordon zůstal v mateřské lodi kroužící po orbitě Měsíce. V čase 5:45:40 UT lunární modul Intrepid přešel na sestupnou dráhu. Brzdící manévr zakončilo hladké přistání v 6:54:36 UT.

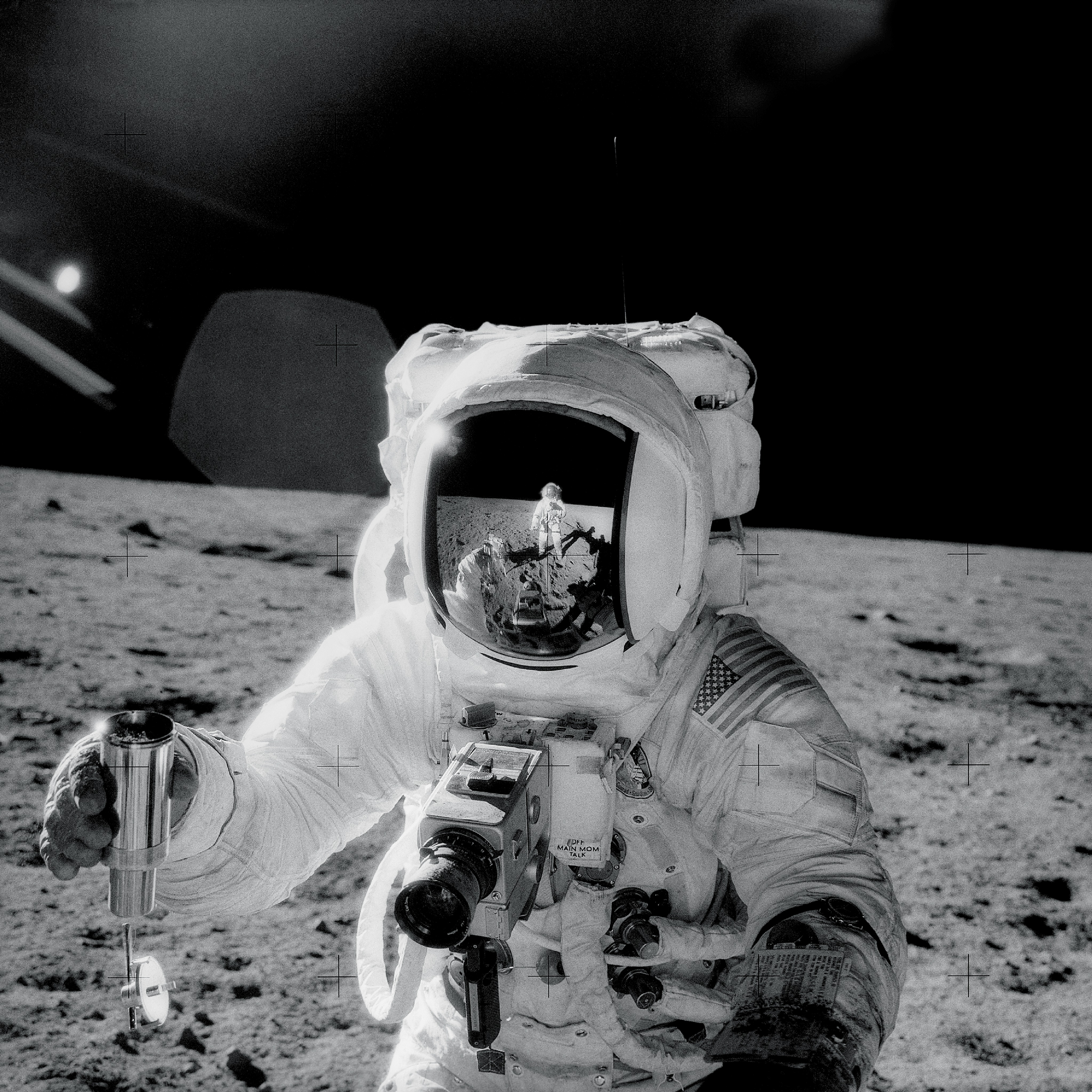
Alan Bean, Charles Conrad se odráží v Beanově hledí.

### Místo přistání
Cílem lunárního modulu Intrepid bylo přistání na rozhraní Mare Cognitum (Moře poznané) a Mare Insularum (Moře ostrovů). Toto místo nebylo vybráno náhodně – nacházelo se v blízkosti místa přistání sondy Surveyor 3. Tato sonda dva roky před Apollem 12 na Měsíci měkce přistála a odeslala na Zemi více než 6300 snímků. Její činnost skončila po 14 dnech. Astronauti z Apolla 12 měli vyhledat již nefunkční sondu a odebrat z ní kameru a vzorky kabelu. Úkol splnili, protože přistáli pouze 180 metrů daleko. Ze sondy po pořízení fotografií odmontovali potřebné díly a odvezli je na Zem. Conrad se při svém výstupu stal třetím člověkem, který vstoupil na Měsíc, Bean byl čtvrtý. Posádka vztyčila v místě přistání vlajku USA, odebrala vzorky hornin, instalovala sadu vědeckých přístrojů, absolvovala několik výstupů.

## Návrat
LM odstartoval z povrchu Měsíce 20. listopadu odpoledne, spojil se s velitelskou sekcí a oba kosmonauti do ní přestoupili. Pak byl Intrepid poslán na Měsíc, kde zanikl v oblasti Oceánu bouří. Dopad byl využit pro měření otřesů povrchu. Po 72 hodinách zpátečního letu, zpestřeného úmyslným vypnutím spojení kosmonauty s Houstonem (chtěli mít klid) přistála celá trojice ve velitelském modulu na Zemi, resp. na hladině Tichého oceánu s pomocí padáku. Vyzvedla je odtud čekající loď Hornet. Poté strávili kosmonauti tři týdny v karanténě.

## Citát
| „                                                | Whoopie! Man, that may have been a small one for Neil, but that's a long one for me. | Jupí! Člověče, pro Neila možná mohl být malý, ale pro mě je pořádný. | “ |
| — Pete Conrad po svém vkročení na povrch Měsíce. |                                                                                      |                                                                      |   |